# Takson krytyczny
Takson krytyczny – takson o nieustalonej pozycji taksonomicznej.
Przykłady taksonów krytycznych wśród roślin:
- mniszek (Taraxacum)[2],
- wilczomlecz (Euphorbia)[3],
- wiesiołek (Oenothera)[4],
- storczykowce (Orchidales)[1],
- tojad (Aconitum)[5].